# Woody Woodpecker Goes to Camp
Woody Woodpecker Goes to Camp (bra: Pica-Pau: As Férias no Acampamento; prt: Pica-Pau: Campo de Férias) é um filme americano de comédia pastelão de animação e live-action de 2024, dirigido por Jon Rosenbaum, baseado no personagem de desenho animado Pica-Pau e servindo como uma sequência do filme Woody Woodpecker de 2017. Foi escrito por Stephen Mazur e Cory Edwards e produzido por Jon Kuyper.
O filme é produzido pela Universal 1440 Entertainment em coprodução com a Universal Animation Studios e distribuído pela Netflix, lançado dia 12 de abril de 2024.

## Trama
Depois de ser expulso da floresta por atormentar um campista influenciador do acampamento Woo Rah, Pica-Pau decide que pode se redimir aprendendo sobre o trabalho em equipe no acampamento vizinho Woo Hoo — mas depois de chegar, um condenado fugitivo chamado Zeca Urubu chega em seguida e se apresenta como o chef de cozinha do acampamento rival para roubar um tesouro escondido.
Depois que Pica-Pau chega, ele faz amizade com a filha do diretor do acampamento, Maggie, e causa o caos no acampamento, mas depois das tentativas fracassadas de Zeca de destruir o acampamento, Pica-Pau é novamente acusado de causar desordem após se encontrar e lutar contra Zeca. O inspetor Leôncio chega e ameaça fechar o acampamento. Felizmente, Pica-Pau convence o inspetor a dar mais uma chance ao acampamento. Pica-Pau sugere-lhes participar dos Jogos Selvagens, um evento anual de competição entre os acampamentos.
A medida que os Jogos avançam, Zeca observa com consternação e tenta sabotar as chances de vitória de Woo Hoo. Antes do desafio final, Pica-Pau finalmente descobre o plano maligno de Zeca e dispara um sinalizador para reunir os dois campos de volta ao terreno principal, onde o pássaro revela a compra ilegal de armas de Zeca, com o que planeja roubar o tesouro, que é enfim, encontrado, após o mapa de Zeca ser completado pelos campistas, usando outras partes do mapa outrora guardados em seus respectivos acampamentos, o mapa esse que Zeca recupera.
Os acampamentos tentam salvar o baú que Zeca encontrou, na base de uma estátua do fundador do acampamento, mas Pica-Pau sacrifica sua tentativa de derrotar Zeca e salva Maggie de cair antes de ficar inconsciente. Depois disso, os acampamentos se reconciliam quando descobrem que o tesouro era, na realidade, a própria estátua, que se revelou ser de ouro. Pica-Pau fica emocionado quando descobre que tem um ancestral há muito esquecido na terra. Antes do Pica-Pau voar de volta para a floresta com sua redenção recém-descoberta, ele dá um abraço de despedida em Maggie, dizendo que estará de volta no verão seguinte. Em uma cena pós-créditos, após uma aterrissagem acidental de seu helicóptero, Zeca e seu colega de cela fugitivo se encontram em uma delegacia de polícia, onde policiais apareceram para prendê-lo.

## Elenco
- Eric Bauza como Pica-Pau
- Kevin Michael Richardson como Zeca Urubu[5]
- Tom Kenny como Leôncio
- Mary-Louise Parker como Angie
- Chloe De Los Santos como Maggie
- Josh Lawson como Zane
- Esther Son como Rose
- Evan Stanhope como Gus
- George Holahan-Cantwell como Orson
- Kershawn Theodore como Mikey
- CC Dewar como Devin
- Declan Thorn como Extra Grito 2

## Produção
Em 2021, a Universal Pictures e a Universal 1440 Entertainment anunciaram uma sequência do filme Woody Woodpecker de 2017. O filme foi filmado na Austrália em Melbourne e na região de Victoria de setembro a dezembro de 2021.
Em fevereiro de 2024, foi anunciado que o filme seria lançado na Netflix em 12 de abril de 2024.

## Recepção
No site agregador de críticas Rotten Tomatoes, 20% das 5 resenhas dos críticos são positivas, com uma classificação média de 5/10.